# لین (خواننده)
لونا (به انگلیسی: Lyn)با نام اصلی لی سی-جون (به انگلیسی: Lee Se-jin)(زاده ۹ نوامبر ۱۹۸۱) خواننده کره‌ای است.